# The Conquest of Canaan
The Conquest of Canaan er en amerikansk stumfilm fra 1916 af George Irving.

## Medvirkende
- Edith Taliaferro som Ariel Tabor
- Jack Sherrill som Joe Louden
- Ralph Delmore som Pike
- Marie Wells som Mamie Pike
- Jean La Motte som Claudine